# Patur
Patur è una città dell'India di 20.531 abitanti, situata nel distretto di Akola, nello stato federato del Maharashtra. In base al numero di abitanti la città rientra nella classe III (da 20.000 a 49.999 persone).

## Geografia fisica
La città è situata a 20° 26' 60 N e 76° 55' 60 E e ha un'altitudine di 340 m s.l.m..

## Società

### Evoluzione demografica
Al censimento del 2001 la popolazione di Patur assommava a 20.531 persone, delle quali 10.652 maschi e 9.879 femmine. I bambini di età inferiore o uguale ai sei anni assommavano a 3.119, dei quali 1.614 maschi e 1.505 femmine. Infine, coloro che erano in grado di saper almeno leggere e scrivere erano 14.747, dei quali 8.184 maschi e 6.563 femmine.